# Bruzaholm
Bruzaholm är en tätort i Eksjö kommun i Jönköpings län belägen vid Bruzaån i Ingatorps socken.
Bruzaholms bruk startades redan på 1600-talet som en liten hammarsmedja och är ett av Smålands äldsta företag. Bruket levererar än i dag gjutgods till olika delar av den svenska och utländska industrin. En produkt som tillverkats i Bruzaholm i många år är den bruzaholmska vädurspumpen. Bruket har idag cirka 70 anställda. Den unika bruksmiljön med anor från 1600-talet förvaltas och sköts om av Bruzaholms Bruk AB. På orten finns bland annat en gammal herrgård från 1700-talet, ett bruksmuseum samt bruksmiljön med dammar, kanaler och arbetarbostäder.
Författaren Håkan Jaensson (1947–2022) växte upp i Bruzaholm.

## Befolkningsutveckling
| Befolkningsutvecklingen i Bruzaholm 1960–2020 | Befolkningsutvecklingen i Bruzaholm 1960–2020 | Befolkningsutvecklingen i Bruzaholm 1960–2020 | Befolkningsutvecklingen i Bruzaholm 1960–2020 | Befolkningsutvecklingen i Bruzaholm 1960–2020 |
| --------------------------------------------- | --------------------------------------------- | --------------------------------------------- | --------------------------------------------- | --------------------------------------------- |
|                                               |                                               |                                               |                                               |                                               |
| År                                            |                                               |                                               | Folkmängd                                     | Areal (ha)                                    |
| 1960                                          | 1960                                          |                                               | 513                                           |                                               |
| 1965                                          | 1965                                          |                                               | 492                                           |                                               |
| 1970                                          | 1970                                          |                                               | 516                                           |                                               |
| 1975                                          | 1975                                          |                                               | 464                                           |                                               |
| 1980                                          | 1980                                          |                                               | 405                                           |                                               |
| 1990                                          | 1990                                          |                                               | 374                                           | 64                                            |
| 1995                                          | 1995                                          |                                               | 326                                           | 64                                            |
| 2000                                          | 2000                                          |                                               | 268                                           | 64                                            |
| 2005                                          | 2005                                          |                                               | 274                                           | 64                                            |
| 2010                                          | 2010                                          |                                               | 250                                           | 64                                            |
| 2015                                          | 2015                                          |                                               | 237                                           | 76                                            |
| 2020                                          | 2020                                          |                                               | 238                                           | 74                                            |
|                                               |                                               |                                               |                                               |                                               |

## I media
Bruzaholm tjänar som förebild för den fiktiva orten Bruseryd i Carin Hjulströms debutroman Finns inte på kartan.